# Tricyrtis macropoda
Tricyrtis macropoda là một loài thực vật có hoa trong họ Măng tây. Loài này được Miq. miêu tả khoa học đầu tiên năm 1867.

## Hình ảnh

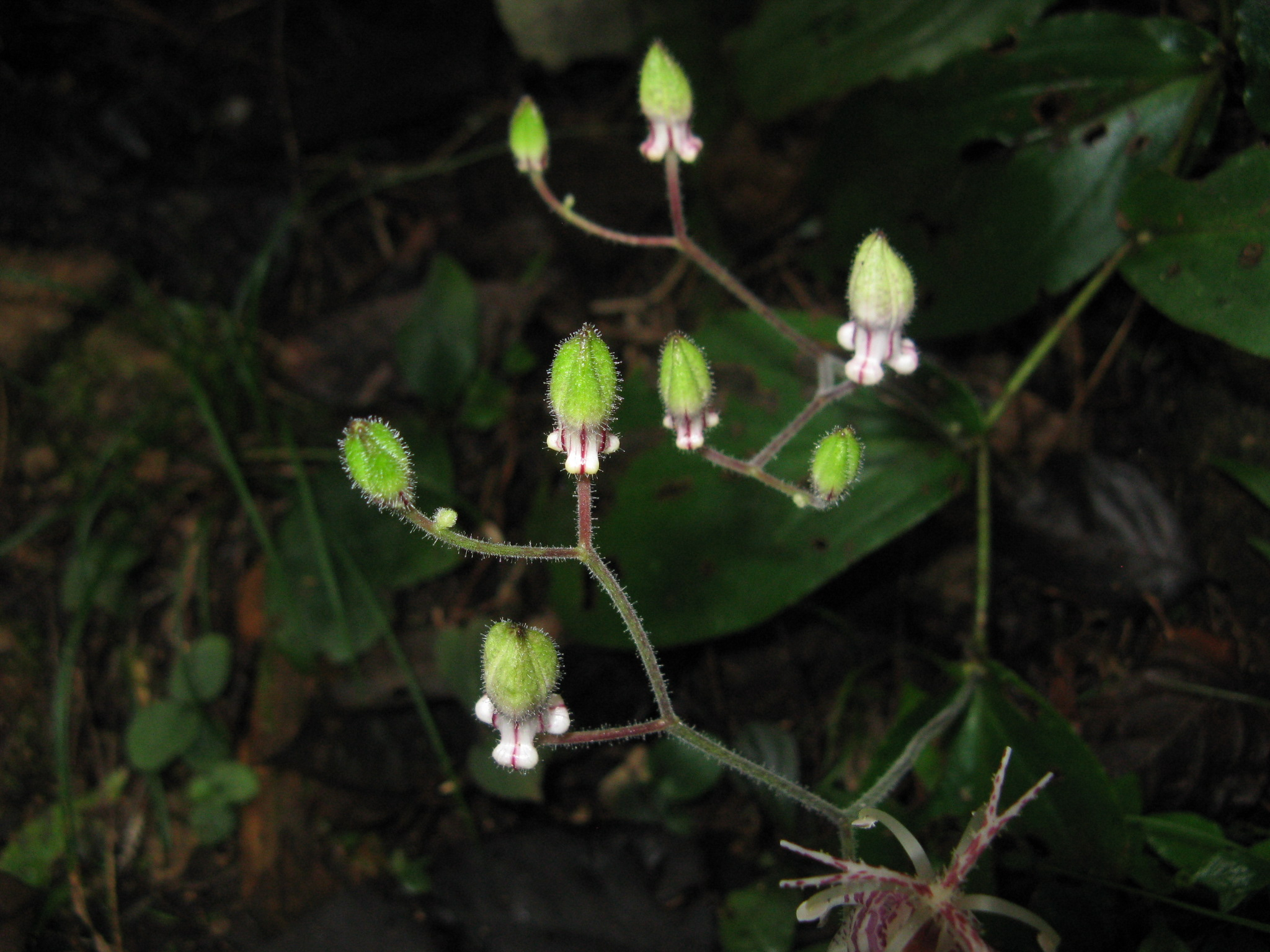